# Aboubacar Sidiki Cissé
 (février 2025).
Pour les articles homonymes, voir Cissé.
Aboubacar Sidiki Cissé, né le 11 juin 1991 à Kankan en Guinée, est un gestionnaire comptable et homme politique guinéen.
Le 22 janvier 2022, il est nommé par décret conseiller au sein du Conseil national de la transition en tant que représentant du parti politique, le MPDG,,.